# Gueule d'amour
Gueule d'amour è un film del 1937 diretto da Jean Grémillon.